# Abu Sayyaf

O Estandarte Negro, adotado pelo Abu Sayyaf após eles terem jurado fidelidade a organização conhecida como Estado Islâmico do Iraque e do Levante.

O Abu Sayyaf ou Grupo Portador da Espada (em árabe: جماعة أبو سياف; transl. Jamāʿah Abū Sayyāf, em filipino: Grupong Abu Sayyaf) é um dos diversos grupos separatistas fundamentalistas islâmicas sediadas no sul das Filipinas (mais especificamente em Bangsamoro (Jolo, Basilan e Zamboanga), onde por quase 30 anos diversos grupos militantes islâmicos estiveram envolvidos em insurgências visando uma província independente no país. O nome do grupo vem do árabe ابو, abu ("pai de") e sayyaf ("Espadeiro"). O grupo se denomina Al-Harakat Al-Islamiyya ("O Movimento Islâmico").
Desde sua fundação, no início da década de 1990, o grupo executou atentados a bomba, sequestros, assassinatos e praticou extorsões, no decorrer do que descrevem como sua luta por uma província islâmica independente nas Filipinas.
Acredita-se que as tropas do grupo estacionadas em Basilan e na península de Zamboanga totalizavam, em junho de 2003, menos de 500 indivíduos.
O Departamento de Estado dos Estados Unidos classificou o grupo oficialmente como uma organização terrorista. A CIA teria empregado forças paramilitares de sua divisão de elite (Special Activities Division) para localizar e matar ou capturar os principais líderes terroristas, e diversos soldados americanos estão estacionados na região, treinando as tropas filipinas em táticas de contraterrorismo e combate à guerrilha, já que o estatuto entre os Estados Unidos e as Filipinas não permite que exércitos estrangeiros participem diretamente do combate.